# Уэттиг, Патриша
Патриша Уэттиг (англ. Patricia Wettig, род. 4 декабря 1951) — американская актриса и драматург, обладательница трёх премий «Эмми» и «Золотого глобуса».

## Жизнь и карьера
Патриша Уэттиг, одна из трёх дочерей Флоренс и Улиффорда Нила Уэттига, баскетбольного тренера в университете, родилась 4 декабря 1951 года в Цинциннати, штат Огайо. Её детство прошло в городе Гроув-Сити в Пенсильвании. Она изучала драматическое искусство в Университете Тэмпл в Филадельфии, а в 1974 году окончила Уэслианский университет в Огайо.
Её актёрская стажировка проходила в театре Neighborhood, где она некоторое время была личным костюмером Ширли Маклэйн. В 1980—1981 годы Уэттиг состояла в Нью-Йоркской театральной труппе, вместе с которой участвовала в различных постановках театров Нью-Йорка. На одной из таких пьес она познакомилась со своим будущем мужем, актёром Кеном Олином, за которого вышла замуж в 1982 году От Олина, Уэттиг родила двух детей, сына Клиффорда (род. 1983) и дочь Рокси (род. 1986).
С середины 1980-х годов, Уэттиг стала появляться во многих телевизионных сериалах. Наиболее успешными стали её роли в «Сент-Элсвер» и «Тридцать-с-чем-то», роль Нэнси Уэстон в котором принесла ей три премии «Эмми» и одну статуэтку «Золотой глобус». Роль больной раком Нэнси Уэстон привлекла к актрисе значительное внимание критиков, а сам сериал вследствие этого спустя годы включался в списки лучших программ в истории телевидения.
В 1991 году, после успеха на телевидении, Уэттиг дебютировала на большом экране в триллере «Виновен по подозрению» с Робертом Де Ниро, после чего снялась с Билли Кристалом в коммерчески успешной комедии «Городские пижоны». Уэттиг также сыграла ряд главных ролей в телефильмах, таких как «Забери мою жизнь обратно: История Нэнси Зигенмайер», «Параллельные жизни», «Лангольеры», по мотивам произведения Стивена Кинга, и «Ничего, кроме правды». Также она сыграла главную роль в недолго просуществовавшем сериале 1995 года «Здание суда».
В конце девяностых Патриша Уэттиг взяла перерыв в актёрской карьере и поступила в Колледж Смит, который в 2001 году окончила со степенью магистра в драматургии. В 2002—2004 годы она исполнила роль психотерапевта ЦРУ в телесериале «Шпионка». Она также стала исполнительницей роли вице-президента, а затем и президента США Кэролайн Рейнолдс в первых двух сезонах сериала «Побег».
В 2006 году Патриша Уэттиг была приглашена на роль Холли Харпер, бывшей актрисы и любовницы погибшего мужа Норы Уокер (Салли Филд) в сериал «Братья и сёстры». Её муж и дочь Рокси Олин также появились в шоу, а Кен Олин и вовсе играл давнего ухажера героини Уэттиг. Она снималась в сериале вплоть до 2011 года, и покинула его в январе, в середине пятого и финального сезона.

## Фильмография

### Фильмы
| Год  | Название на русском                        | Название на английском                       | Роль            | Примечания |
| ---- | ------------------------------------------ | -------------------------------------------- | --------------- | ---------- |
| 1991 | Виновен по подозрению                      | Guilty by Suspicion                          | Дороти Нолан    |            |
| 1991 | Городские пижоны                           | City Slickers                                | Барбара Роббинс |            |
| 1993 | Я и Вероника                               | Me and Veronica                              | Вероника        |            |
| 1994 | Городские пижоны 2: Легенда о золоте Кёрли | City Slickers II: The Legend of Curly’s Gold | Барбара Роббинс |            |
| 1997 | В наркотических волнах                     | Bongwater                                    | Мать            |            |
| 1998 | Танцор                                     | Dancer, Texas Pop. 81                        | Миссис Луск     |            |
| 1998 | Ночь в Роксбери                            | Nightmare in Big Sky Country                 | Джадж           |            |

### Телевидение
| Год       | Название на русском                                | Название на английском                           | Роль                                          | Примечания                    |
| --------- | -------------------------------------------------- | ------------------------------------------------ | --------------------------------------------- | ----------------------------- |
| 1981      | Пароль                                             | Parole                                           | Морин                                         | Телефильм                     |
| 1984      | Ремингтон Стил                                     | Remington Steele                                 | Барбара Фрик                                  | 1 эпизод                      |
| 1985      | Блюз Хилл-стрит                                    | Hill Street Blues                                | Миссис Флорио                                 | 1 эпизод                      |
| 1986      | Стингрей                                           | Stingray                                         | Энни Мюррей                                   | 1 эпизод                      |
| 1987      | Закон Лос-Анджелеса                                | L.A. Law                                         | Каролин Глэсбэнд                              | 1 эпизод                      |
| 1986-1987 | Сент-Элсвер                                        | St. Elsewhere                                    | Джоанн                                        | 6 эпизодов                    |
| 1988      | Полицейская история: убийца полицейского           | Police Story: Cop Killer                         | Диди Манделл                                  | Телефильм                     |
| 1987-1991 | Тридцать-с-чем-то                                  | thirtysomething                                  | Нэнси Крайдер Уэстон                          | Регулярная роль, 85 эпизодов  |
| 1991      | Скрытый мотив                                      | Silent Motive                                    | Лаура Бардл                                   | Телефильм                     |
| 1992      | Забери мою жизнь обратно: История Нэнси Зигенмайер | Taking Back My Life: The Nancy Ziegenmeyer Story | Нэнси Зигенмайер                              | Телефильм                     |
| 1994      | Параллельные жизни                                 | Parallel Lives                                   | Ребекка Фергюсон Стоун                        | Телефильм                     |
| 1995      | Лангольеры                                         | The Langoliers                                   | Лорел Стивенсон                               | Мини-сериал                   |
| 1995      | Ничего, кроме правды                               | Nothing But the Truth                            | Джилл Росс                                    | Телефильм                     |
| 1995      | Канзас                                             | Kansas                                           | Вирджиния Mэй Фарли                           | Также продюсер                |
| 1995      | Здание суда                                        | Courthouse                                       | Судья Жюстин Паркс                            | Регулярная роль, 11 эпизодов  |
| 1997      | Фрейзер                                            | Frasier                                          | Стефани                                       | 1 эпизод                      |
| 1998-1999 | Доктора Лос-Анджелеса                              | L.A. Doctors                                     | Элеонора Риггс-Каттан                         | 8 эпизодов                    |
| 2001      | Практика                                           | The Practice                                     | Эллисон Такер                                 | 2 эпизода                     |
| 2002      | Срочные новости                                    | Breaking News                                    | Элисон Данн                                   | Регулярная роль, 13 эпизодов  |
| 2002      | Бумтаун                                            | Boomtown                                         | Нора Джин Фланнери                            | 1 эпизод                      |
| 2002-2004 | Шпионка                                            | Alias                                            | Доктор Джуди Барнетт                          | 12 эпизодов                   |
| 2005      | Лакаванна Блюз                                     | Lackawanna Blues                                 | Мать Лоры                                     | Телефильм                     |
| 2005-2007 | Побег                                              | Prison Break                                     | Вице-президент / Президент Кэролайн Рейнольдс | 18 эпизодов                   |
| 2006-2011 | Братья и сёстры                                    | Brothers & Sisters                               | Холли Харпер                                  | Регулярная роль, 109 эпизодов |
| 2010      | Девятнадцатая жена                                 | The 19th Wife                                    | Беккилин                                      | Телефильм                     |

## Награды
- «Эмми»
  - 1988 — «Лучшая актриса второго плана в драматическом сериале» («Тридцать-с-чем-то»)
  - 1990 — «Лучшая актриса в драматическом сериале» («Тридцать-с-чем-то»)
  - 1991 — «Лучшая актриса в драматическом сериале» («Тридцать-с-чем-то»)
- «Золотой глобус»
  - 1990 — «Лучшая актриса в драматическом сериале» («Тридцать-с-чем-то»)